# Monemwasia
Monemwasia (Monemwazja, gr. Μονεμβασιά, Μονεμβασία, Μονεμβάσια lub Μονοβάσια) – miejscowość w Grecji, na Peloponezie, w administracji zdecentralizowanej Peloponez, Grecja Zachodnia i Wyspy Jońskie, w regionie Peloponez, w jednostce regionalnej Lakonia, w gminie Monemwasia. W 2011 roku liczyła 19 mieszkańców. Pełni funkcję ważnego ośrodka turystycznego. Znajdują się tutaj potężne fortyfikacje oraz kościoły bizantyjskie. Ze względu na położenie, u podnóża wielkiej skały wyrastającej z morza, miejscowość nazywana jest Gibraltarem Wschodu. Monemwasię łączy ze stałym lądem jedynie wąska grobla. Nazwa pochodzi od zwrotu moni emvasis ("jedno wejście"), bowiem ze stałego lądu do miejscowości można dostać się wyłącznie przez jedną bramę.

## Historia
Monemwasia została założona na szczycie potężnej skały w 583 roku. Założycielami byli mieszkańcy północnej Grecji szukający schronienia przed ludami słowiańskimi i Awarami, które masowo napływały z północy. Począwszy od X wieku miasto zaczęło pełnić rolę ważnego portu morskiego. Dzięki strategicznemu położeniu na trasie szlaków morskich łączących Włochy z Morzem Czarnym oraz własnej flocie handlowej, port ten bardzo szybko rozwinął się i wzbogacił czerpiąc dochody głównie z handlu. Forteca odparła ataki Arabów oraz najazd Normanów w 1147 roku. W czasie oblężeń wewnątrz murów miejskich uprawiano zboże, którym mogli wyżywić się obrońcy.
Miasto pozostawało blisko 700 lat pod władzą Cesarstwa Bizantyjskiego. W szczytowym okresie rozwoju w tej części miasta znajdowało się ponad 800 domów i 40 kościołów. Miasto zamieszkiwało wtedy 50 tysięcy mieszkańców. W 1249 roku, po trzyletnim oblężeniu, przejściowo zajęli je Frankowie. Zostali jednak zmuszeni do zwrócenia bizantyjskiego portu. Monemwasia znajdowała się w rękach cesarstwa do 1460 roku, kiedy Tomasz Paleolog, despota Morei, sprzedał ją papieżowi. Po krótkim okresie przynależności do Państwa Kościelnego władzę nad portem objęła Wenecja. Od tej pory miasto kilkakrotnie odbierali sobie Wenecjanie oraz Turcy. Republika Wenecka sprawowała władzę nad Monemwasią w latach 1471–1540 i ponownie, po okresie panowania tureckiego wiążącego się z powolnym upadkiem, w latach 1690–1715. Po 1715 roku miasto znalazło się ponownie pod władzą Imperium Osmańskiego. 28 marca 1821 roku, w czasie wojny o niepodległość, powstańcy rozpoczęli oblężenie Monemwasji. 1 sierpnia 1821 Turcy poddali miasto, które weszło w skład powstającego państwa greckiego.
Po otwarciu Kanału Korynckiego w 1893 roku zmienił się układ szlaków handlowych, a Monemwasia utraciła znaczenie handlowe i strategiczne. Miasto zaczęło bardzo szybko wyludniać się. Okazałe gmachy popadły w ruinę. W czasie II wojny światowej, kilkanaście dni po wkroczeniu Niemców do Grecji, ewakuowano z Monemwasji 4 tys. żołnierzy nowozelandzkich.
W 1971 roku wybudowano most łączący Monemwasię ze stałym lądem. W ostatnich latach gwałtownie rośnie liczba turystów odwiedzających miasto. Rozpoczęto również prace konserwatorskie mające na celu odnowienie najważniejszych zabytków. Obecnie w Dolnym Mieście na stałe mieszka 10 rodzin. Górne Miasto pozostaje niezamieszkane od 1911 roku.

## Zabytki

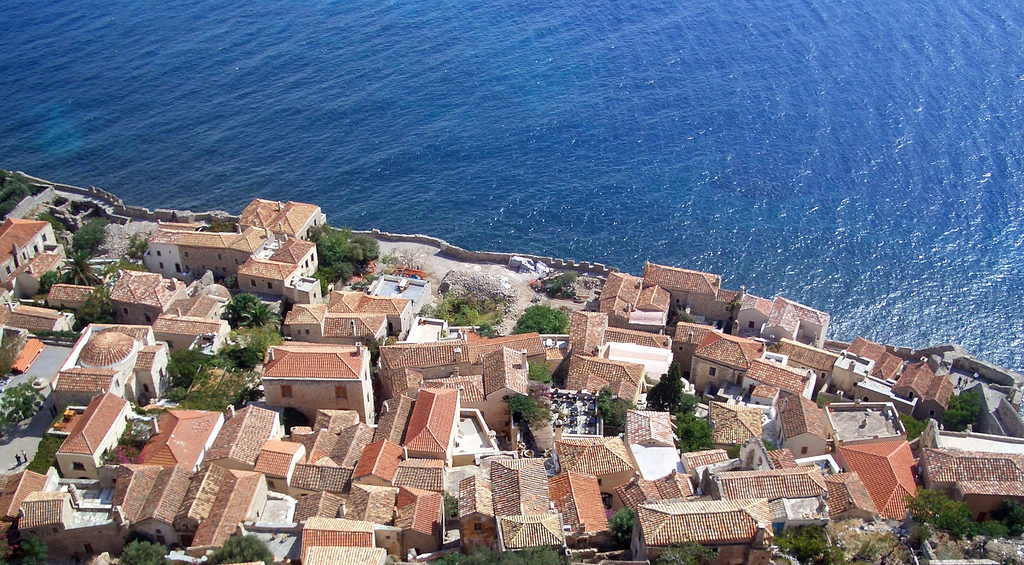
fragment Dolnego Miasta, widziany z umocnień Górnego Miasta

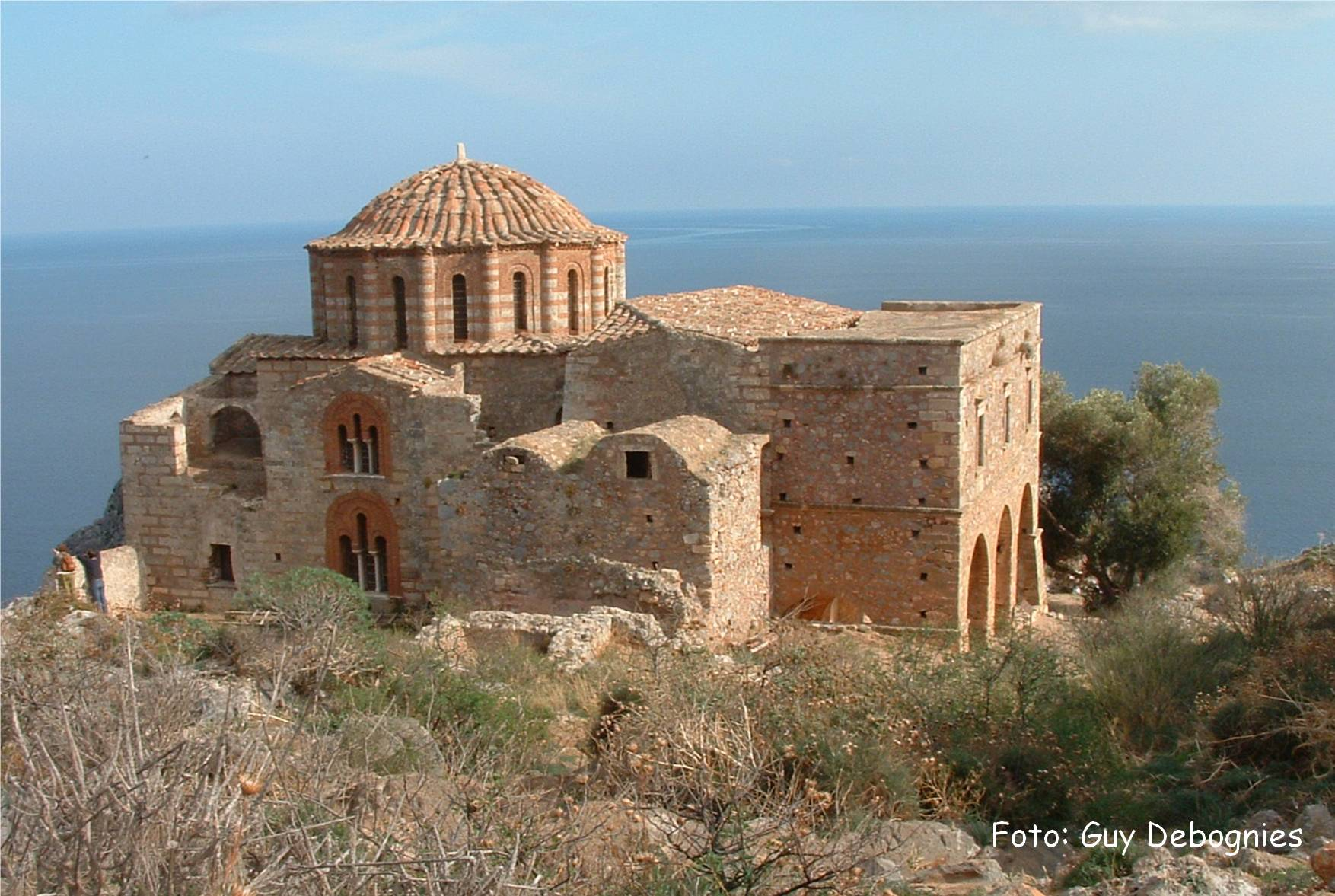
Agía Sofía w Górnym Mieście. Świątynia ta zbudowana została na samym skraju przepaści, opadającej pionowo, aż do powierzchni morza.

Miasto składa się z dwóch części – położonego nad brzegiem morza Dolnego Miasta oraz wznoszącego się na 300-metrowej skale Górnego Miasta, z niezwykle malowniczymi przepaściami morskimi, od strony północnej. Potężna skała zasłania dolną część Monemwasji tak, że nie jest ona widoczna od strony stałego lądu.
Dolne Miasto od północy przylega do wysokiej i stromej ściany skalnej. Z pozostałych trzech stron otaczają je XVI-wieczne weneckie mury obronne, o łącznej długości 900 metrów. Funkcję jedynego wejścia od strony lądu pełni wąska brama zachodnia. Oprócz niej w murach znajdują się jeszcze dwie bramy. Umieszczona w południowym murze brama morska, zwana Portello, zapewniała dostęp do morza bezpośrednio z centrum miasta. Brama wschodnia prowadzi na dawny cmentarz, zwany Lipsoma. W obrębie murów nigdy nie było portu. W czasach pokoju funkcję tę pełniła mała przystań leżąca przy grobli.
Na Dolne Miasto składa się labirynt wąskich ulic oraz kryte dachówką domy i kościoły bizantyjskie. Do najważniejszych zachowanych zabytków dolnej części Monemwasji należą:
- Mitrópolis Elkómenos Chistós – katedra pod wezwaniem Chrystusa Pojmanego położona przy głównym placu. Jest największą świątynią w mieście. Została ufundowana w 1293 roku przez cesarza Andronika II Paleologa, po złożeniu wizyty w Monemwasji. Katedra została odbudowana przez Wenecjan w 1697 roku.
- Ágios Pétros – meczet wybudowany przez Turków w XVI wieku. Przez pewien czas pełnił jednocześnie funkcję świątyni islamskiej i chrześcijańskiej. Obecnie we wnętrzu świątyni mieści się muzeum.
- Panagía Chrisafítissa – kościół wybudowany przez Wenecjan w XVII wieku, po odbiciu miasta z rąk Turków. Jego dzwon wisi na akacji rosnącej na dziedzińcu.
- Panagía Mirtidiótissa – jednonawowa, niewielka XVIII-wieczna bazylika zwieńczona kopułą. W jej wnętrzu znajduje się ikonostas wyróżniający się cennymi rzeźbieniami. Na fasadzie umieszczono bizantyjską inskrypcję z dwugłowym orłem pochodzącą z wcześniejszej świątyni.
- Ágios Nikólaos – duży kościół na planie krzyża wybudowany w XVIII wieku przez Wenecjan. Wieńczy go cementowa kopuła. Przez wiele lat mieścił szkołę.

Na szczycie skały, na północ od Dolnego Miasta, znajduje się Górne Miasto. Z dolną częścią Monemwasji połączone jest schodami. Przed wejściem znajdują się pozostałości bramy miejskiej. Górne Miasto zostało ufortyfikowane w VI wieku. Choć niegdyś to właśnie ono było główną częścią Monemwasji, do dziś z miejskiej zabudowy pozostały jedynie ruiny pochodzące głównie z XIII wieku. Zachowały się nieliczne zabytki. Do najważniejszych należą:
- Agía Sofía – kościół bizantyjski, jedyny ocalały budynek w Górnym Mieście. Znajduje się w najwyższym punkcie skały. Świątynia została ufundowana przez cesarza Andronika II Paleologa w XIII wieku. Początkowo pełniła funkcję klasztornego katholikónu. Jej bryła nawiązuje kształtem do katholikónu w Dafni. Ściany wewnętrzne pokrywały dawnej XIV-wieczne freski, które w większości nie dotrwały do naszych czasów. Jedynie na sklepieniu prezbiterium zachował się wizerunek Stwórcy zaś na sklepieniu północnym przedstawienie Narodzin Jana Chrzciciela. W lepszym stanie zachowała się dekoracja rzeźbiarska. Marmurowe kapitele przy południowych oknach przedstawiają mityczne potwory i strojnie odziane kobiety. Świątynię wieńczy 16-boczna kopuła. Portal zachodni został dodany przez Wenecjan. Nisza w południowej ścianie pełniła funkcję mihrabu w czasach tureckich, gdy budowlę wykorzystywano jako meczet.
- cysterna na wodę – potężny zbiornik, w którym magazynowano wodę na wypadek oblężenia. Jego objętość umożliwiała zebranie wody deszczowej wystarczającej ludności miasta na wiele miesięcy.

Na terenie Górnego miasta zachowały się też pozostałości XIII-wiecznego fortu oraz ruiny koszar, strażnic i prochowni z czasów panowania weneckiego.